# Aeródromo Villarrica
El Aeródromo Villarrica (OACI: SCVI) es un terminal aéreo ubicado junto a la ciudad de Villarrica, Provincia de Cautín, Región de La Araucanía, Chile. Es de propiedad privada.